# Lepilemur leucopus
El lémur saltador de pies blancos (Lepilemur leucopus) es una especie de mamífero primate de la familia Lepilemuridae. Como todos los lémures es endémico de la isla de Madagascar y se distribuye al sur y suroeste de la isla, al sur del Onilahy.
Pesa 580 gramos, su cuerpo mide de 19 a 26 cm y de 22 a 26 la cola. El dorso es gris pálido, marrón en hombros y parte superior de las patas. El vientre es blanco grisáceo. La cola y la cara son de color marrón grisáceo. Las orejas son relativamente largas con unas manchas blanquecinas en la base.
Se encuentra en bosques espinosos de Didiereaceae, zonas de matorral, bosques galería, zonas riparias y bosques secos, desde el nivel del mar a los 300 m de altitud. En los bosques de Didiereaceae se alimenta fundamentalmente de las hojas de Alluaudia procera y de A. ascendens, así como de sus flores en la estación seca. En otros hábitats de hojas y flores de Tamarindus indica, hojas de Euphorbia tirucalli y varias especies de enredaderas. Tiene hábitos arbóreos y nocturnos.
Sus territorios son pequeños, de menos de una hectárea, y son defendidos por ambos sexos. Las parejas duermen separadas o juntas, en oquedades de árboles o en nidos fabricados con enredaderas o lianas.
Su estatus en la Lista Roja de la UICN es de «especie en peligro de extinción», debido a su reducida área de distribución —menos de 2320 km²— muy fragmentada y en continuo declive debido a la presión agrícola y a la recolección de leña. Además se ha constatado una disminución en el número de adultos reproductores.